# Idioma eteochipriota
El eteochipriota es una lengua preindoeuropea hablada en Chipre desde la Edad de Hierro. Al igual que el eteocretense, es una lengua autóctona de origen desconocido. El eteochipriota está testimoniado en inscripciones que usan el silabario chipriota, una escritura silábica derivada del lineal A (vía la variante chipro-minoana o lineal C). El eteochipriota experimentó un proceso de substitución lingüística por parte del antiguo griego arcado-chipriota desde el siglo X a. C. y por la koiné en el periodo helenístico aunque continuó siendo utilizado hasta al menos el siglo I a. C.
La lengua sigue siendo esencialemente una lengua no descifrada excepto por una pequeña colección de vocabulario contenida en inscripciones bilingües. Las características lingüísticas como su gramática, la existencia de flexión o el carácter aglutinante no se conocen bien. Se han intentado traducciones parciales de inscripciones que dependen en gran medida del traductor, y no existe consistencia entre las propuestas. Algunos lingüistas han conjeturado que podría estar relacionado con las lenguas tirsénicas como el etrusco y el lemnio y otros han propuesto relaciones con el semítico noroccidental. Otros lingüistas simplemente la consideran como una lengua no clasificada, existiendo un alto grado de especulación debido al pequeño número de textos existentes.

## Inscripción bilingüe de Amatunte

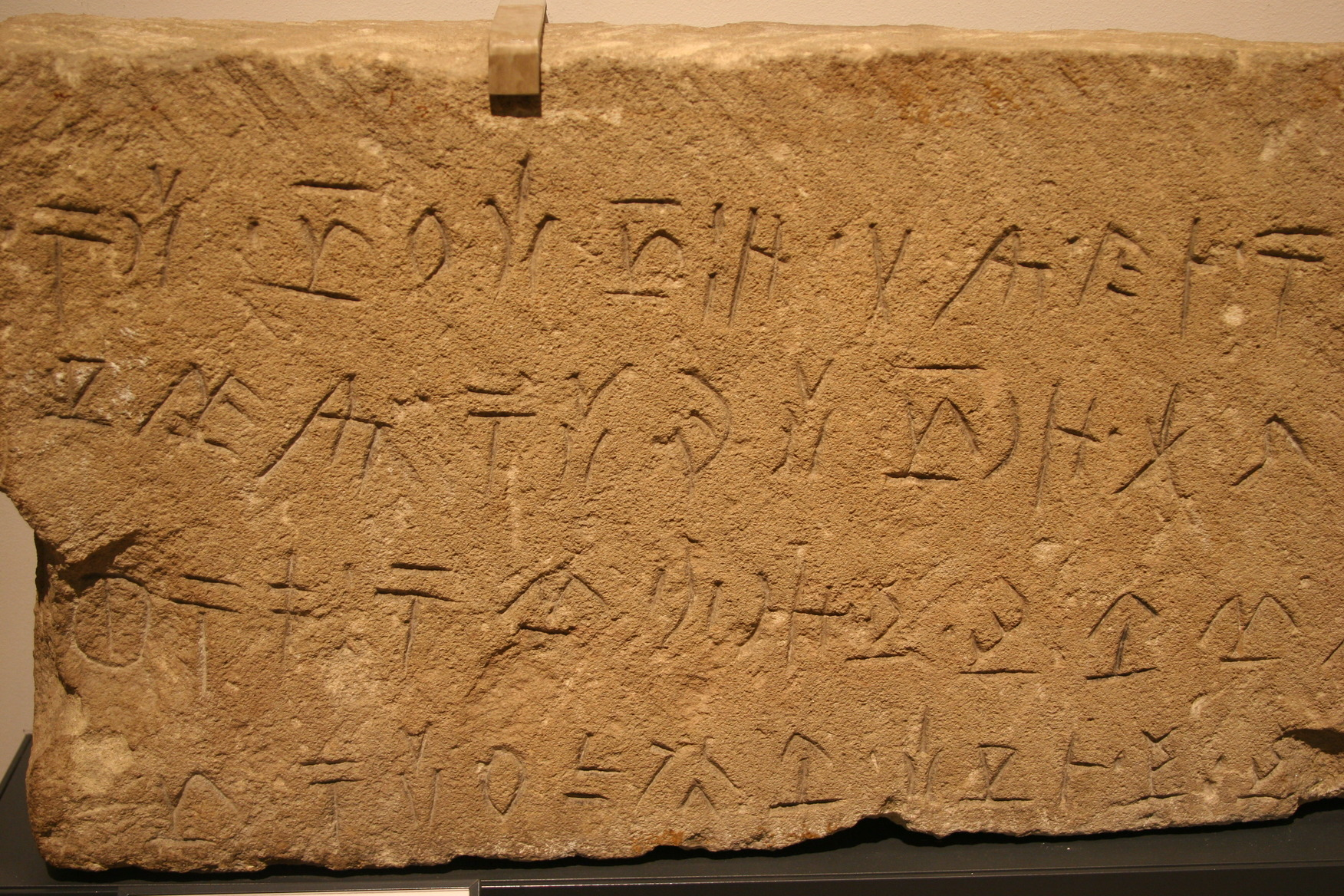
Inscripción eteochipriota de Amatunte.

La inscripción eteochipriota más conocida es un texto bilingüe epigrafiado sobre una placa de mármol negro encontrada en la acrópolis de Amatunte hacia 1913, y datada hacia finales del siglo IV a. C. El texto está escrito tanto en dialecto ático como en eteochipriota. El texto eteochipriota en silabario chipriota va de derecha a izquierda, mientras que el texto griego escrito en mayúsculas griegas, va de izquierda a derecha. Las siguientes líneas reproducen el texto eteochipriota (de derecha a izquierda) junto al texto griego (de izquierda a derecha) es:
Eteochipriota:
1: a-na ma-to-ri u-mi-e-s[a]-i mu-ku-la-i la-sa-na a-ri-si-to-no-se a-ra-to-wa-na-ka-so-ko-o-se
2: ke-ra-ke-re-tu-lo-se ta-ka-na-[?-?]-so-ti a-lo ka-i-li-po-ti
Griego:
3: Η ПΟΛΙΣ Η АΜАΘΟΥΣΙΩΝ ΑΡΙΣΤΩΝΑ
4: ΑΡΙΣΤΩΝΑΚΤΟΣ ΕΥΠΑΤΡΙΔΗΝ
que corresponde a la ortografía del griego clásico:
3: Ἡ πόλις ἡ Ἀμαθουσίων Ἀριστῶνα
4: 'Ἀριστώνακτος, εὐπατρίδην.
y cuya traducción aproximada es:
La ciudad de los amatusianos (honra) al noble Aristón (hijo) de Aristonax.